# 倒毛蓼
倒毛蓼（学名：Polygonum molle var. rude）为蓼科蓼属下的一个变种。